# Hovea heterophylla
Hovea heterophylla es una especie de arbusto perteneciente a la familia de las leguminosas, es nativa de Australia en Nueva Gales del Sur, Queensland, Australia del Sur y Victoria.

## Descripción
Es un subarbusto que alcanza un tamaño de 0,5 m de altura, a menudo con varios tallos en la base, estos con indumento en las ramas, cálices, etc marrón, plateado de color marrón o gris-café, con pelos rectos, adpresos. Las hojas frecuentemente con la lámina dimórfica, las hojas inferiores circulares a elípticas y las  superiores muy estrechas-elípticas a lanceoladas o lineares, la mayoría de 0.6-6.5 cm de largo, y 1.5-17 mm de ancho, los márgenes recurvados, el envés poco a densamente piloso con pelos adpresos. Las inflorescencias sésiles, la mayoría con 1-3 flores, pediceladas.

## Taxonomía
Hovea heterophylla fue descrita por Joseph Dalton Hooker y publicado en Flora Tasmaniae 1: 95, pl. 15, en el año 1856.